# دانيال آس
دانيال آس (بالنرويجية البوكمول: Daniel Aase)‏ هو لاعب كرة قدم نرويجي، ولد في 22 يونيو 1989 في كريستيانساند في النرويج. لعب مع نادي ستارت.

## وصلات خارجية
- دانيال آس على موقع الاتحاد الأوربي (الإنجليزية)
- دانيال آس على موقع اتحاد النرويج (النرويجية)
- دانيال آس على موقع قاعدة بيانات كرة القدم.إي يو (الإنجليزية)
- دانيال آس على موقع Soccerbase.com (لاعب) (الإنجليزية)
- دانيال آس على موقع Soccerway.com (الإنجليزية)